# Ауссу-Куадьо, Жанно
Жанно Ауссу-Куадьо (фр. Jeannot Ahoussou-Kouadio; род. 6 марта 1951, Raviart, Bélier) — ивуарийский государственный и политический деятель. Занимал должность премьер-министра Кот-д’Ивуара с марта по ноябрь 2012 года. Председатель Сената Кот-д’Ивуара (2018—2023). Ранее был министром промышленности с 2002 по 2005 год и министром юстиции с 2010 по 2012 год.
Является членом Демократической партии Кот-д’Ивуара, возглавляемой бывшим президентом Анри Конаном Бедье. После ухода с должности премьер-министра работал председателем регионального совета региона Белиер и государственным министром при президенте по вопросам политического диалога и отношений с учреждениями. 

## Биография
Родился в Равьяре, расположенном в субпрефектуре Тие-Н’Диекро. Юрист по профессии, является давним членом Демократической партии Кот-д’Ивуара и занимал различные партийные должности. В 1999 году назначен членом Экономического и Социального Совета Кот-д’Ивуара и был избран в Национальное собрание на парламентских выборах в декабре 2000 года, представляя избирательный округ Дидиеви и Тие-Н’Диекро. На 11-м конгрессе PDCI-RDA, состоявшемся в 2002 года, он был назначен заместителем генерального секретаря по правовым вопросам.
При президенте Лоране Гбагбо он был назначен министром промышленности и развития частного сектора 5 августа 2002 года в составе Правительства национального единства. Оставался на этой должности до декабря 2005 года. Был руководителем кампании Анри Конана Бедье во время первого тура президентских выборов в октябре — ноябре 2010 года. После того, как Анри Конан Бедье занял третье место, он поддержал кандидатуру Алассана Уаттару, а Жанно Ауссу-Куадьо стал заместителем директора кампании Алассана Уаттары во втором туре. Алассан Уаттара провозгласил себя президентом и 5 декабря 2010 года назначил Жанно Ауссу-Куадио государственным министром юстиции и прав человека.
13 марта 2012 года был назначен премьер-министром президентом Алассаном Уаттарой, выполнив обещание по назначению премьер-министром члена партии Анри Конана Бедье. В должности премьер-министра сохранил за собой портфель министра юстиции. Однако, оставался на своём посту меньше года. 21 ноября 2012 года президент Алассан Уаттара назначил министра иностранных дел Даниэля Каблана Дункана, также члена Демократической партии, на должность премьер-министра. Впоследствии Жанно Ауссу-Куадьо был назначен государственным министром при президенте 9 января 2013 года.
С 2013 года является председателем регионального совета Белиер. В правительстве, назначенном 12 января 2016 года, занимал должность государственного министра при президенте по политическому диалогу и связям с учреждениями. Стал первым председателем Сената Кот-д’Ивуара 10 апреля 2018 года.
Прибыл в Европу 3 июля 2020 года для прохождения планового медицинского осмотра. 12 июля 2020 года получил положительный результат на COVID-19 в Германии.